# XO-2
XO-2は、やまねこ座の方向に約490光年の距離にある連星系である。見た目にそっくりの2つの恒星XO-2S（またはXO-2A）とXO-2N（またはXO-2B）で構成されている。
2つの恒星とも、太陽より少し低温だが、質量は半径は太陽と似ている。どちらも11等級の恒星であり、肉眼では見えないが、小さな望遠鏡を使うと見ることができる。また、大きな固有運動を持つことでも知られている。
XO-2NとXO-2Sの間は、見かけ上31秒離れており、これは実際の距離にするとおよそ4,600auとなる。

## 惑星系
ホットジュピターに分類される太陽系外惑星XO-2Nbが、XO-2Nの周りを公転していることが、2007年にXO望遠鏡を用いてトランジット法により発見された。2011年、XO-2Nbの影響以外でXO-2Nの視線速度に長期的変化が起きているという研究が発表された。これは、恒星自身の活動か、XO-2Nbの外側に存在する未知の天体によるものと考えられ、もし第2の惑星が存在するならば、質量は木星の1.8倍以上、公転周期は17年以上と予想されている。
2014年には、XO-2Sの周りを公転する2つの惑星が、ロケ・デ・ロス・ムチャーチョス天文台での視線速度法による観測で発見された。XO-2Sbは土星程度、XO-2Scは木星よりやや大きい質量の巨大ガス惑星とみられる。
2024年、視線速度法によってXO-2Sdが発見された。
| 名称 （恒星に近い順） | 質量             | 軌道長半径 （天文単位） | 公転周期 (日)           | 軌道離心率 | 軌道傾斜角 | 半径             |
| --------------------- | ---------------- | ----------------------- | ----------------------- | ---------- | ---------- | ---------------- |
| b                     | 0.597 ± 0.021 MJ | 0.03673 ± 0.00064       | 2.61585922 ± 0.00000028 | < 0.006    | —          | 1.019 ± 0.031 RJ |

| 名称 （恒星に近い順） | 質量                | 軌道長半径 （天文単位） | 公転周期 (日)   | 軌道離心率          | 軌道傾斜角 | 半径 |
| --------------------- | ------------------- | ----------------------- | --------------- | ------------------- | ---------- | ---- |
| b                     | ≥0.26 ± 0.01 MJ     | 0.1347 ± 0.0025         | 18.220 ± 0.001  | 0.15 ± 0.02         | —          | —    |
| c                     | ≥1.38 ± 0.05 MJ     | 0.4737 +0.0085 −0.0088  | 120.059 ± 0.013 | 0.149 ± 0.006       | —          | —    |
| d                     | ≥3.71 +1.2 −0.51 MJ | 5.46 +0.85 −0.40        | 4696 +1133 −489 | 0.091 +0.028 −0.018 | —          | —    |